# ¿Qué hago yo?
¿Qué hago yo? è un singolo del gruppo musicale statunitense Ha*Ash, pubblicato il 6 Marzo 2006 come terzo singolo dal secondo album in studio Mundos opuestos.

## La canzone
La traccia, è stata scritta da Soraya.

## Video musicale
Il video, diretto da David Ruiz, è stato pubblicato su YouTube il 24 aprile 2010. Il video ha raggiunto 190 milioni di visualizzazioni su Vevo.

### Primera fila: Hecho realidad versione
Il video è stato girato sotto forma di esibizione dal vivo dal album Primera fila: Hecho realidad (2014), con Ha*Ash che inizia a cantare con la sua band dinanzi ad un gruppo persone. Il video è stato girato a Città del Messico e diretto da Nahuel Lerena. È stato pubblicato su YouTube il 24 aprile 2015. Il video ha raggiunto 75 milioni di visualizzazioni su Vevo.

### En vivo versione
Il video è stato girato sotto forma di esibizione dal vivo dal album En Vivo (2019). Il video è stato girato a Auditorio Nacional, Città del Messico (Messico). È stato pubblicato su YouTube il 6 dicembre 2019.

## Tracce
Download digitale
1. ¿Qué hago yo? – 3:26 (Soraya)

## Formazione
- Ashley Grace – voce, composizione, chitarra
- Hanna Nicole – voce, composizione, chitarra
- Soraya – composizione
- Áureo Baqueiro – programmazione, produzione
- Gerardo García  – chitarra
- Tommy Morgan  – armonica
- Gabe Witcher  – violino

## Classifiche
| Classifica (2006)                       | Posizione massima |
| --------------------------------------- | ----------------- |
| Messico Español Airplay (billboard)     | 36                |
| Messico (Monitor Latino)                | 1                 |
| Stati Uniti Latin Pop Songs (billboard) | 50                |